# سول‌کالیبر ۲
سول‌کالیبر ۲ (به ژاپنی: ソウルキャリバーII Souru Kyaribā Tsū) یک بازی ویدئویی در سبک مبارزه‌ای بر پایه سلاح است که توسط پراجکت سول ساخته شده و شرکت نامکو آن را در سال ۲۰۰۲، بر روی دستگاه بازی آرکید منتشر کرد. این سومین قسمت از مجموعه بازی‌های مبارزه‌ای سول‌کالیبر به‌شمار می‌رود و دنبالهٔ نسخه سول کالیبر (۱۹۹۸) محسوب می‌شود. همچنین سول کالیبر ۲ اولین نسخه در این سری به‌شمار می‌رود که شامل شخصیت‌های مهمان از مجموعه بازی‌های دیگر بود. سول کالیبر ۲ در ۳۰ ژوئیه بر روی آرکید و در سال ۲۰۰۳ برای کنسول‌های پلی‌استیشن ۲، ایکس‌باکس و گیم‌کیوب منتشر شده‌است. نسخه با گرافیک اچ‌دی این بازی تحت عنوان سول‌کالیبر II آنلاین اچ‌دی در نوامبر ۲۰۱۳ برای کنسول‌های پلی‌استیشن ۳ و ایکس‌باکس ۳۶۰ منتشر شده‌است.

## روندبازی
در مقایسه با نسخه قبلی، سول کالیبر ۲ در زمینه گرافیک و موسیقی پیشرفت فراوانی کرده‌است و دارای شخصیت‌ها و زمین‌های مبارزه جدیدی است. موتور اصلی بازی دچار تغییراتی شده‌است که شامل آسان‌تر شدن سیستم قدم زدن و جاخالی دادن، دیوار برای میدان مسابقه (به جای فقط خارج شدن از رینگ) و زدن حرکات مختص دیوار، سیستم سه قدمی شارژ سول، سیستم برخورد سلاح که هنگامی که دو ضربه هم‌زمان زده شده و با هم برخورد می‌کنند، در نتیجه یک نور سفید حاصل می‌شود و سیستم شکستن گارد حریف می‌باشد.

## شخصیت‌ها
چهار شخصیت جدید به این نسخه اضافه شدند که شامل کاساندرا، رافائل، تالیم و یونگ سونگ می‌باشند. اگرچه سبک مبارزه کاساندرا به خواهرش سوفیتیا، و یونگ سونگ به هانگ شباهت دارد، اما رافائل و تالیم به‌طور کلی دارای سبک مبارزه جدیدی هستند.
نسخه خانگی بازی دارای شخصیت‌های انحصاری جداگانه‌ای می‌باشند. هیهاچی میشیما از مجموعه بازی تکن برای نسخه پلی‌استیشن ۲، لینک از سری بازی افسانه زلدا برای نسخه گیم‌کیوب و شخصیت کمیک اسپاون برای نسخه ایکس‌باکس در نظر گرفته شده‌اند. همچنین یک شخصیت جدید دیگر به نام نکرید که برای هر سه کنسول در دسترس است.